# パレート図
パレート図（パレートず）とは、値が降順にプロットされた棒グラフとその累積構成比を表す折れ線グラフを組み合わせた複合グラフである。ヴィルフレド・パレートに因んで名付けられた。ジョセフ・M・ジュランと石川馨（武蔵工業大学（現東京都市大学）元学長）によって品質保証の分野で広められた。

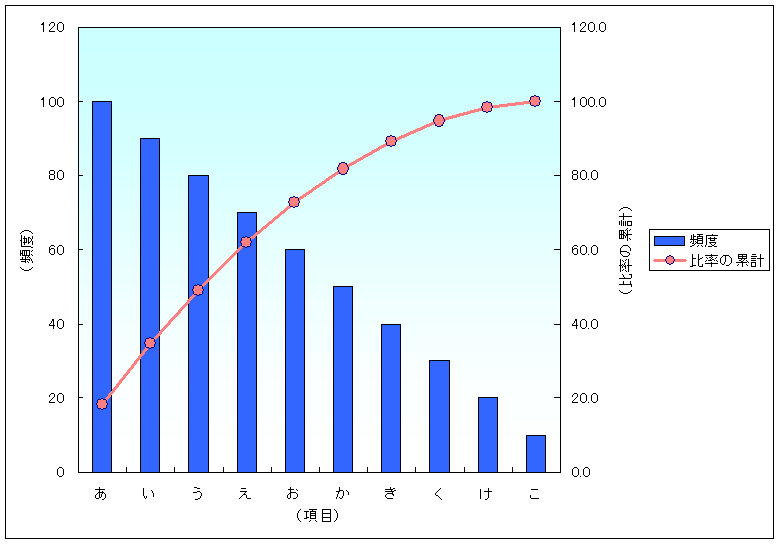
パレート図

パレート図はQCの7つの基本的な道具の一つである。7つの道具には、ヒストグラム、パレート図、チェック・シート、管理図、特性要因図、グラフ、散布図を含む。
典型的なパレート図では、左側の縦軸は発生頻度を表すが、コストやその他の重要な測定単位を表すこともある。右側の縦軸は全体の発生件数、総コスト、特定の全測定単位に占める累積構成比を表す。目的は（しばしば多くの）要因の中から最も重要なものを浮き彫りにすることにある。品質管理においては、パレート図はしばしば、欠陥の最も一般的な原因、最も起こりやすい欠陥の種類、顧客の苦情のうち最も頻度の高い理由などを表す。品質管理で用いられるほか、類似したABC分析が在庫管理等でも用いられる。